# Olavo, o Desbravador
Olavo, o Desbravador (em sueco:  Olof Trätälja; também referido como Óláfr trételgja em nórdico antigo) foi um rei lendário da Varmlândia no século VII. Pertenceu à casa dos Inglingos, sendo filho do rei Ingoldo, o Malfeitor (Ingjald Illråde) e pai de Ingoldo (futuro rei da Varmlândia) e Haldano Pernas Brancas (futuro rei na Noruega).
Por ocasião da morte dramática do seu pai, às mãos de Ivar Braço Longo (Ivar Vidfamne), Olavo teria fugido para a Varmlândia, onde se estabeleceu e dedicou a desbravar florestas e campos cobertos de vegetação rasteira – tendo então ganho o epíteto de Desbravador (Trätälja). Mais tarde, os Suíones invadiram a Varmlândia, atacaram Olavo e queimaram-no vivo em sacrifício (blót) ao deus Odin. Está mencionado na Lista dos Inglingos (século IX), na História da Noruega (século XII), na Íslendingabók (século XII), na Saga dos Inglingos (século XIII) e na saga lendária Af Upplendinga konungum.